# Udayarpalayam
Udayarpalayam é uma panchayat (vila) no distrito de Ariyalur, no estado indiano de Tamil Nadu.

## Demografia
Segundo o censo de 2001,  Udayarpalayam  tinha uma população de 11,325 habitantes. Os indivíduos do sexo masculino constituem 51% da população e os do sexo feminino 49%. Udayarpalayam tem uma taxa de literacia de 62%, superior à média nacional de 59.5%: a literacia no sexo masculino é de 73% e no sexo feminino é de 52%. Em Udayarpalayam, 13% da população está abaixo dos 6 anos de idade.